# Sant'Oreste
Sant'Oreste är en ort och kommun i storstadsregionen Rom, innan 2015 provinsen Rom, i regionen Lazio i Italien. Kommunen hade 3 656 invånare (2018).